# Léon Théry
Pour les articles homonymes, voir Théry.
Léon Théry, né le 16 avril 1879 à Paris où il est mort le 8 mars 1909, dit Le Chronomètre pour ses temps en course, est un pilote automobile français vainqueur, notamment, à deux reprises de la coupe automobile Gordon Bennett.

## Biographie

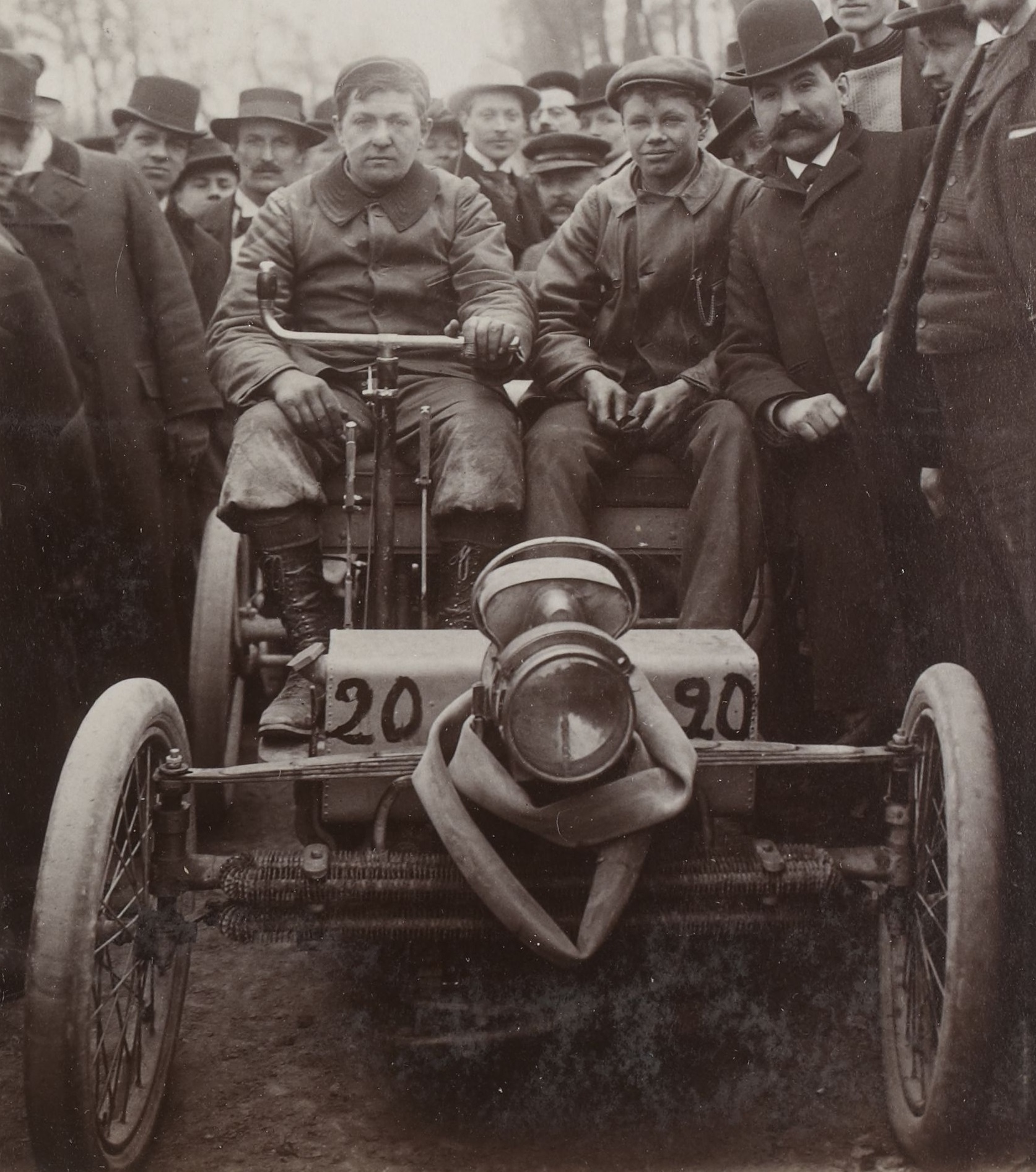
Léon Théry vainqueur de la Coupe des voiturettes 1900.

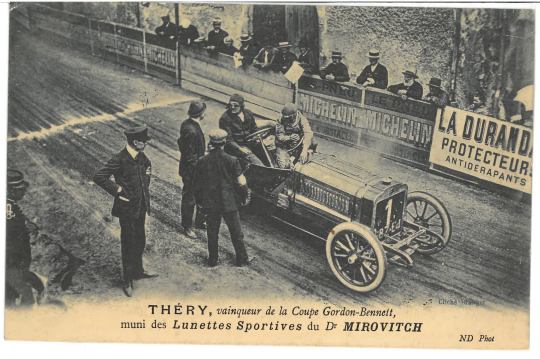
Théry, vainqueur coupe Gordon, muni des lunettes sportives du Docteur Mirovitch (Collection Clermont Auvergne Métropole, Bibliothèque du Patrimoine)

Fils du graveur Louis Eugène Théry, Léon Théry naît au domicile de ses parents dans le 10e arrondissement de Paris
Mécanicien de formation (déjà embarqué à 19 ans sur le Paris-Amsterdam-Paris en juillet 1898 sans piloter, interpellant alors André Michelin d'un fameux « voilà Bibendum, vive Bibendum » qui devait définitivement populariser ce tout récent personnage alors qu'il ne connaissait pas le latin), Léon Théry effectue six grandes compétitions sur voitures Decauville entre 1899 et 1903, obtenant avec ce constructeur une deuxième place lors du premier Tour de France automobile dans la catégorie Voiturettes en 1899, une victoire face à son compatriote Dumond lors du Richmond Motor Show anglais la même année en catégorie professionnel, une victoire dans la Coupe des Voiturettes en 1900 suivie d'une deuxième place dans le deuxième Critérium des Voiturettes derrière Louis Cottereau, ainsi que de deux succès durant la semaine de Nice en mars 1900 -à la côte de La Turbie et à l'étape d'Arles-Salon-de-Provence,, puis il se classe dix-huitième du Paris-Bordeaux 1901, soixante-douzième du Paris-Vienne 1902 (malgré une chute dans l'Arlberg) et vingt-sixième du meurtrier Paris-Madrid 1903. Il doit abandonner au Paris-Bordeaux 1899 (état d'épuisement et amnésie), au Paris-Arras-Paris 1902 et au circuit des Ardennes de Bastogne en 1902.
Il est alors renommé pour sa documentation méthodique, et son « journal de course » est scrupuleusement tenu, avec des détails nombreux sur les circuits, l'état des routes, les pneumatiques, la fiabilité des moteurs, la performance des voitures… en respectant ensuite le plus scrupuleusement possible les vitesses estimées qu'il avait notées dans son carnet de bord.

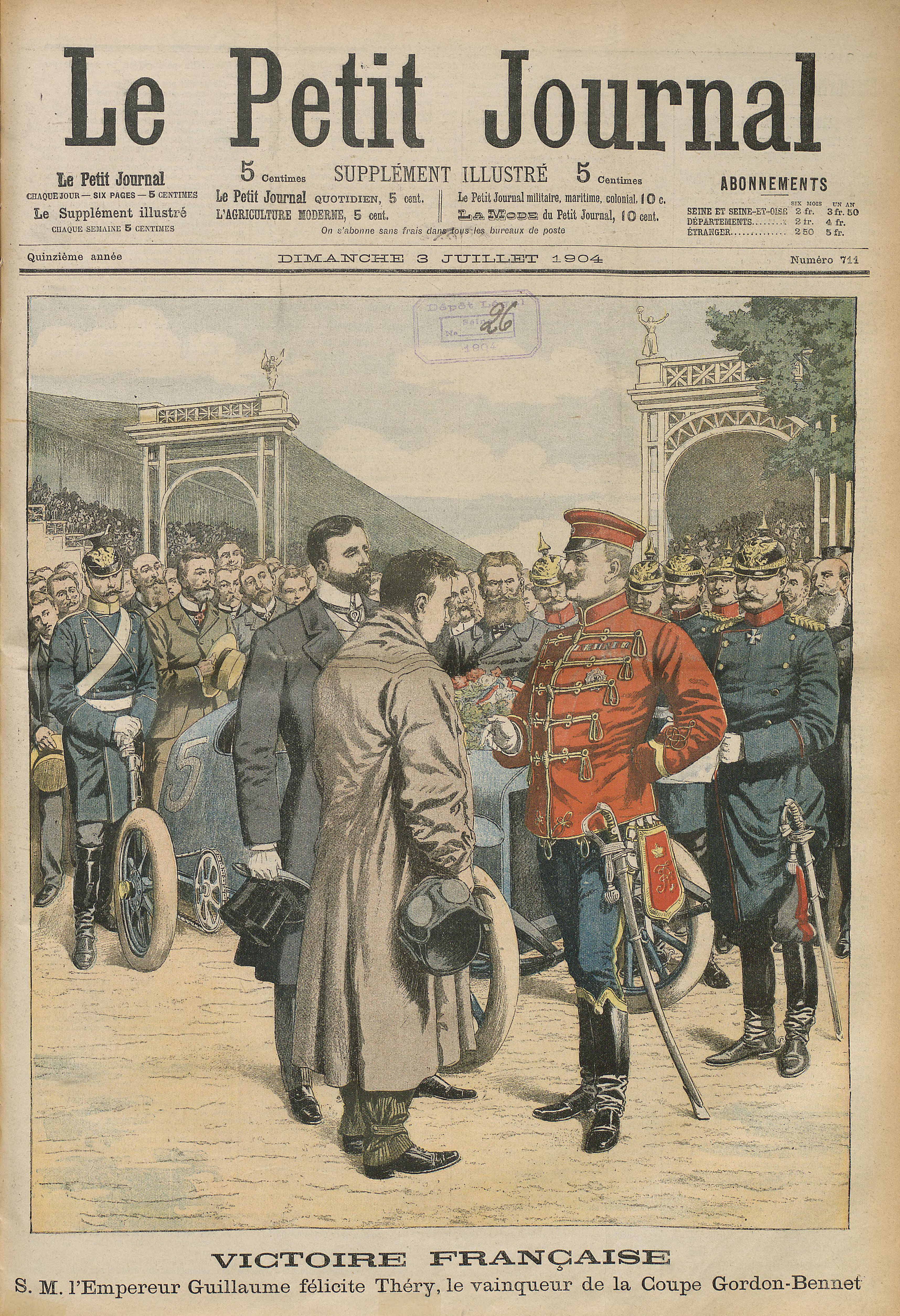
Le kaiser félicite Théry, vainqueur de la Coupe automobile Gordon Bennett (Le Petit Journal, 3 juillet 1904).

Bientôt pilote vedette du constructeur Charles-Henri Brasier, il gagne en 1904 la course des Ardennes françaises en Champagne-Ardenne ainsi qu'une première fois les Éliminatoires Françaises de la Coupe Internationale le 20 mai au circuit d'Argonne à près de 100 kilomètres par heure et il est la même année aussi vainqueur une première fois le 17 juin avec son mécanicien embarqué Muller de la coupe internationale Gordon Bennett au Taunus en Allemagne près de Hombourg (course à laquelle assiste dans une région montagneuse et boisée l'empereur Guillaume II, devant Camille Jenatzy le vainqueur en 1903 et des représentants de huit nations) sur une Richard-Brasier 80 HP. À son retour à Paris, des milliers de parisiens l'acclament au balcon de l'Automobile Club de France et Fernand Charron fait augmenter ses primes ainsi que celles de ses trois mécaniciens déplacés en Allemagne pour l'occasion ; puis il part avec Brasier pour une tournée de gala en Amérique. Il est ensuite victorieux le 5 juillet de l'année suivante désormais une 96 HP, sur le circuit, déplacé en Auvergne près de Clermont-Ferrand à la suite de sa victoire (comptant pour la France) l'année précédente. Le parcours est à accomplir quatre fois (en tout 548 km) et il pilote une Brasier de onze litres, obtenant la victoire dans cette course de renommée mondiale toujours avec Muller en 7 heures et 6 minutes sur le circuit dit Michelin, soit une moyenne de presque 80 km/h, alors que ses pneumatiques Michelin ont subi un traitement de vulcanisation spécial. En cette même année 1905 Théry a aussi remporté pour la seconde fois les Éliminatoires Françaises de la Coupe Internationale le 16 juin, déjà en Auvergne, en réalisant une première fois sur le circuit Michelin le meilleur temps au tour à 82 km/h de moyenne.

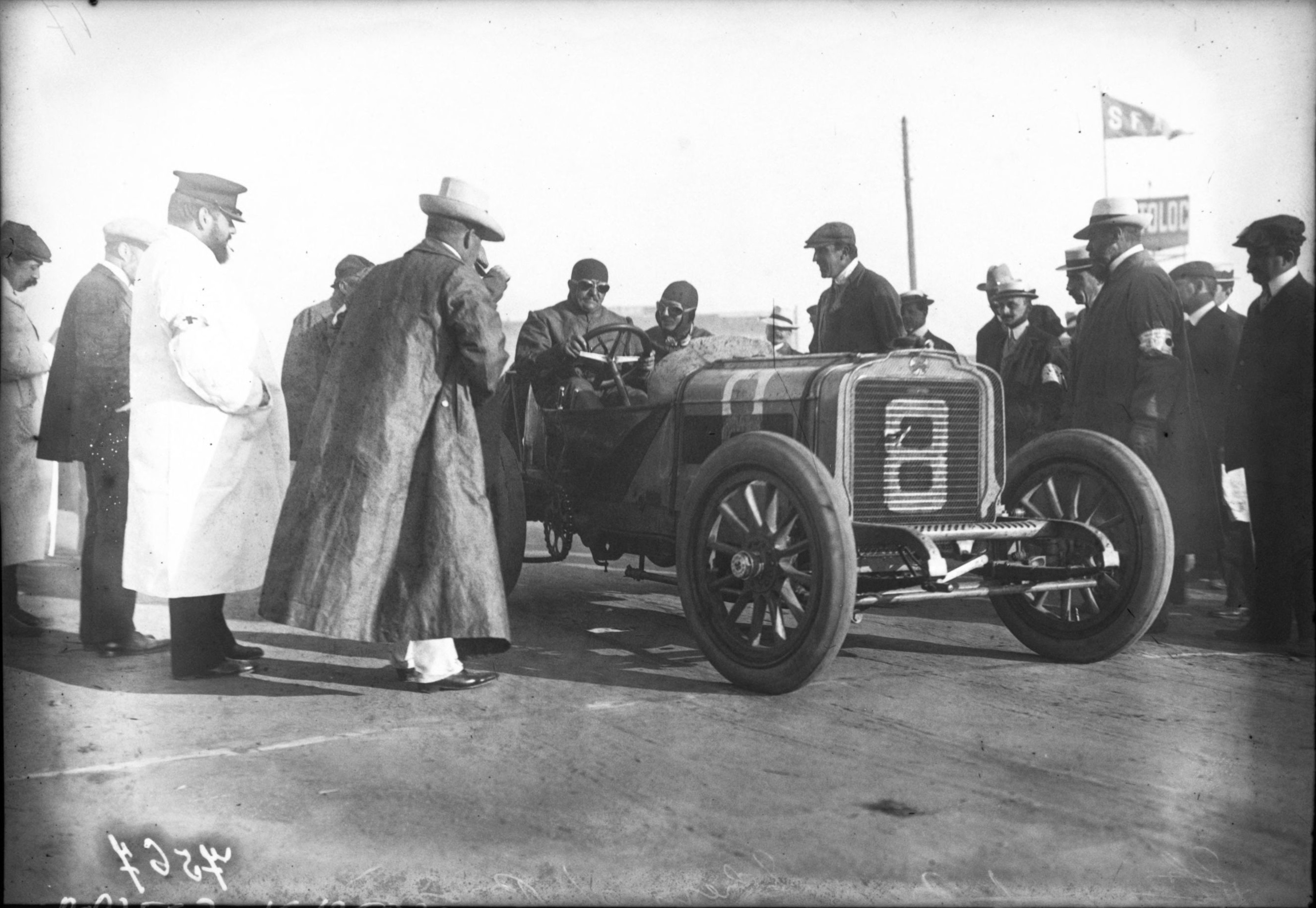
Léon Théry participe au Grand Prix de l'ACF 1908 mais abandonne dans l'avant dernier tour sur un problème de roue.

Ses deux succès contribuent à la décision de l'Automobile Club de France d'organiser un premier Grand Prix automobile de France en 1906.
Il essaie alors de monter durant deux ans sa propre structure de course, sans succès : ayant beaucoup investi, il doit travailler comme chauffeur du reporter de La Vie au grand air lors de la course cycliste Paris-Bordeaux, en mai 1908.
Il participe encore sur une Brasier au grand prix de l'ACF à Dieppe en 1908, un retour en compétition effectué à la demande de Charles-Henri Brasier, malgré l'évolution de sa maladie rénale (pneu éclaté au dixième tour, alors qu'il était quatrième et premier français). Théry avait alors de nouveau mis son expérience technique et sa popularité au service de la firme Michelin, mais il meurt en son domicile dans le 17e arrondissement de Paris à près de trente ans d'albuminurie, quelques mois plus tard, en lien avec une tuberculose rénale, ayant pu cependant durant sa carrière effectuer 13 courses en 7 saisons (hors GP de France).

Tombe de Léon Théry au Père Lachaise

Il est inhumé le 11 mars 1909 au cimetière du Père-Lachaise avenue Carette, 91e division, 7ème tombe à gauche d'Auguste Blanqui.
Léon Théry et Charles-Henri Brasier avaient été accueillis en héros à travers les rues de Paris après leur deuxième Gordon Bennett Cup, avant d'être reçus au Palais de l'Élysée par le Président Émile Loubet.
En 2005, pour le centième anniversaire de la seconde victoire dans la Bennett Cup, de nombreuses manifestations ont été organisées, l'administration postale éditant pour l'occasion un timbre, et la Monnaie de Paris frappant une médaille commémorative avec Léon Théry au volant de sa Brasier, ainsi qu'une coupelle argentée avec son médaillon.

## Remarque
- Léon Théry sur Decauville est aussi probablement le gagnant de la Course des voiturettes de l'A.V.C.N.A organisée le 4 février 1900 à Nice (trois partants, ayant pour vainqueur un certain 'Thiéry', de Ville-d'Avray)[23].

## Distinction
- Médaille d'Officier d'Académie en 1905 (pour sa victoire allemande dans la coupe Bennett 1904, remise par Clémentiel le ministre des colonies au pesage de l'édition 1905)[24]

## Bibliographie

Le monument de Léon Théry, inauguré en janvier 1910.